# Necrodeath
Necrodeath é uma banda de thrash metal italiana da Ligúria. É uma das primeiras bandas de Thrash Metal nascido na Itália. Eles se inspiram no Slayer, Possessed, Kreator, Celtic Frost e Bathory. A banda também é conhecida por seus grandes performances ao vivo, e, nomeadamente, pela sua poderosa "parede de som".

## História
A banda foi formada em 1984 sob o nome Ghostrider por Claudio (guitarrista) e Peso (baterista).Junto com o Ingo (vocal) e Paolo (baixista), lançaram uma primeira gravação como um demo com 4 faixas, intitulado "O Pentagrama Luminoso" com Slayer, Kreator e influência dos Bathory.
Ambos os primeiros álbuns Into the Macabre (1987) e Fragments of Insanity (1989) foram aclamados pela imprensa e fanzines, permitindo Necrodeath ter uma legião de fãs que ainda está presente até hoje. A banda se desfez logo após a gravação do segundo álbum.
Os membros Claudio e Peso reformaram a banda em 1998 após uma longa pausa. Ingo foi substituído por Flegias nos vocais, enquanto John se tornou o novo baixista. Eles já lançaram sete álbuns, descrito como "um desafio, um eclético heavy metal".
Necrodeath lançou o álbum Draculea em 22 de outubro de 2007. O álbum baseia-se em Vlad Tepes.
Em 2008, Pier Gonella entrou como guitarrista e como um membro oficial depois da turnê com a banda durante dois anos.

## Membros

### Formação atual
- Flegias - vocais
- Pier Gonella - guitarra
- GL - baixo
- Peso - bateria

### Ex-membros
- Claudio – guitarra (1985-2003)
- Ingo - vocais (1985-1998)
- Paolo - baixo (1985-1998)
- Andy - guitarra (2006-2007)
- John - baixo (1998-2008)
- Maxx - guitarra (? -2009)

## Discografia

### Álbuns de estúdio
- Into the Macabre (1987)
- Fragments of Insanity (1989)
- Mater of All Evil (1999)
- Black as Pitch (2001)
- Ton(e)s of Hate (2003)
- 20 Years of Noise (2005)
- 100% Hell (2006)
- Draculea  (2007)
- Phylogenesis (2009)
- Old Skull (2010)